# Riedenburg (Salzbourg)
Riedenburg est le quartier de Salzbourg qui s'étend autour du Rainberg (autrefois appelé "Hohe Riedenburg"). La partie du Leopoldskroner Moos proche de la ville, qui était à l'origine principalement recouverte de roseaux, était auparavant appelée "Riedenburg".
Le quartier se situe entre Nonntal, Leopoldskroner Moos, Maxglan, Gneis et la vieille ville. La Reichenhallerstraße forme la frontière avec Mülln, le Müllner Almkanalarm avec Neu-Maxglan et la Bräuhausstrasse avec Maxglan-Riedenburg. Au sud, la partie bâtie du Riedenburg se termine par la zone paysagère "Leopoldskroner Weiher" (prairies autour de l'étang Saint-Pierre). A l'est, le Mönchsberg forme la frontière du quartier. Dans la zone verte de Riedenburg ("Leopoldskroner Weiher") se trouve le château Leopoldskron, l'ancien château du prince-archevêque, avec son étang associé. Le quartier de Riedenburg s'étend sur 210 hectares.

## Histoire
Le nom "Riedenburg" est à l'origine le nom de la montagne protectrice entourée du Ried ("château" = hauteur fortifiée, linguistiquement étroitement lié à "montagne"), c'est-à-dire le Rainberg. Le Rainberg lui-même se trouvait vers Ve millénaire av. J.-C. (période néolithique la plus ancienne) aux années 1490 av. J.-C. Habitée tout au long du IVe siècle av. J.-C. (invasion des Romains sous l'empereur Auguste), il y avait ici une grande colonie semblable à une ville et bien fortifiée à l'époque celtique de La Tène.
Riedenburg est traversé par deux bras de l'Almkanal. Le bras Müllner est plus ancien que le Stiftsarm (construit après 1137) et, alimenté par les eaux du Riedenburg Moor et du Leopoldskroner Moor adjacent, alimentait à l'origine les moulins de Mülln sous le nom de "Riedenburger Bach" au début du Moyen Âge. En 1335, le bras urbain (bras hospitalier citoyen) est creusé à travers le Mönchsberg, qui bifurque du bras Müllner et traverse le Riedenburg intérieur du sud au nord.
Au XVIIe siècle, la Riedmoor (basse lande) de Riedenburg, extension nord de la grande lande d'Untersberg, fut progressivement asséché et la zone fut utilisée de plus en plus intensément pour l'agriculture.
En 1670, Michael Spingrueber acquiert une plus grande partie de la vallée du Riedenburg et y construit une ferme appelée "Neureit" qui fut plus tard l'"Ofenlochwirtshaus" (Fürstenbrunnstrasse 4). Riedenburg est ouvert à partir de la vieille ville entre 1764 et 1767 avec la construction de la Siegmundstor. À l'exception de quelques jardins et cours majestueux (Späthhof, Mölckhof, Lebitschhof, etc.), du jardin Wolfegg et de l'Ofenlochwirtshaus ainsi que des structures défensives semi-circulaires pour sécuriser la Siegmundstor, le Riedenburg est en grande partie sous-développé jusqu'au milieu du XVIIIe siècle. En 1915-1916, le tramway est prolongé à travers la Sigmundstor jusqu'au Riedenburg.
Une condition préalable importante à la construction du Riedenburg à l'époque wilhelminienne est le morcellement du terrain du Baron-Löwenstern dans les années précédant 1880. Les lignes directrices précises pour la conception des rues planifiées sont fixées dans le plan réglementaire de 1886. Par la suite, les premiers bâtiments résidentiels sont construits. L'accès à ces immeubles d'habitation par les rues est très en retard ; pendant longtemps, ces rues et ces chemins ne sont pas pavés, négligés et parfois à peine praticables. La première canalisation de l'eau des rues n'a lieu qu'après de nombreuses pétitions de citoyens en 1905. En raison de l'abandon de l'ancienne Riedenburgerstrasse avec l'Ofenlochwirtshaus, l'auberge perd sa fonction de centre de communication lors de la refonte du réseau routier.
Pendant longtemps, l'emblème de Riedenburg fut la cheminée de 54 mètres de haut de la Sternbrauerei, qui fut déturite en 1972.

## Parties
La zone d'habitation du Riedenburg se compose aujourd'hui de trois parties, la partie la plus ancienne, l'nneren Riedenburg, et les parties les plus récentes de l'Äußere Riedenburg et du Riedenburg St. Paul.

### Innere Riedenburg
Entre 1850 et 1900, Riedenburg est principalement compris comme le quartier bordé au sud par le Rainberg (anciennement appelé Ofenlochberg ou Hohe Rittenburg) et à l'est et au nord par le Mönchsberg, c'est-à-dire la zone du Leopoldskroner Moor la plus proche de la ville. Cette zone est désormais connue sous le nom d'Innere Riedenburg. Comme bâtiments individuels remarquables, il convient de mentionner les éléments suivants :
- Les Villas de la Bucklreuthstrasse : elles sont toutes construites vers 1890. La villa du sculpteur Johann Piger (Bucklreuthstr. 14), qui est construite pour lui et sa famille près du puits, est particulièrement importante. Le maître d'œuvre est Jakob Ceconi.
- Rainbergkeller (Ofenlochkeller, Rainbergstr. 5) : Cette maison avec son toit en croupe dominant est située sur l'ancienne route au-dessus de l'ancien marais du Riedenburg (route principale de l'extérieur de Mülln par Bucklreith jusqu'à Nonntal ) et est la plus ancienne maison du quartier de Riedenburg. Elle date de la fin du XVIe siècle. En 1670, le Hofkastner Michael Spingruber du Grand Prince l'achète avec le fond marécageux de la vallée. Plus tard, le bâtiment sert de taverne et le sous-sol est utilisé comme cave à glace (chambre froide). Aujourd'hui, la maison est un local commercial appelé Im Ofenloch.
- Rainbergwirtshaus (Fürstenbrunnstraße 4) L'autre partie de l'auberge Rainberg, structurellement très ancienne, a ensuite été transformée en villa et utilisée pendant des décennies par le gouverneur de Salzbourg de l'époque Hans Lechner et sa famille.
- Villa Schmidt (Reichenhallerstr. 24) : elle est construite vers 1900. Elle est construite pour le conseiller de district Schmidt par l'architecte de la ville Wagner et se caractérise aujourd'hui par des façades richement structurées dans le style de la fin de l'historisme qui furent conservés dans un état très original.

### Äußere Riedenburg
Partant d'une ancienne zone de casernes, qui remontait à l'époque des princes-archevêques comme caserne d'artillerie, le noyau intérieur de l'habitation se développe vers le sud-ouest au tournant du XXe siècle jusqu'au bras Müllner de l'Almkanal, qui formait également les limites de la ville à l'époque. À proximité de la ville, prédominent les immeubles à plusieurs étages (principalement des casernes), qui sont divisés en immeubles unifamiliaux et bifamiliaux (construits en construction ouverte) autour de l'Almkanal.
- Riedenburgkaserne : Elle existe depuis 1736, avec auparavant un vaste terrain de parade sur le versant nord du Rainberg. C'est le siège du commandement militaire de Salzbourg depuis 1966. La zone de la caserne est construite dans le cadre d'un grand projet de nouveaux logements[1].
- Herz-Jesu-Heim (anciennement Herz-Jesu-Asyl) (au lieu du Jardin Wolfegg, Hübnergasse 5-7) : Le bâtiment en pierre non crépis avec l'église centrale du Sacré-Cœur légèrement en saillie est construit et utilisé comme maison de retraite. L'ancien Château Wolfegg (palais de plaisance du chanoine Anton Willibald von Wolfegg de la fin du XVIIIe siècle) est conservé en partie (construit dans l'asile nouvellement construit en 1872). Les consoles des appuis de fenêtre contiennent des têtes d'ange créées vers 1600 à partir de la résidence reconvertie de Wolfegg et sont intégrées dans son château.
- Herz-Jesu-Asylkirche : L'église à nef unique, construite en 1877-1878 par l'architecte de la cathédrale viennoise Friedrich von Schmidt dans le style néo-gothique, possède un plafond plat en bois et un chœur avec une croisée d'ogives. Les peintures murales de l'église sont de Josef Gold (1891), les vitraux du chœur de Karl Weiser (1963) . Le maître-autel avec la figure du Sacré-Cœur entre Marguerite-Marie Alacoque et Thérèse d'Avila, ainsi que les figures de l'archange Michael , François de Sales et Vincent de Paul viennent de Johann Piger.

### Riedenburg St. Paul
Au fur et à mesure que la ville continue de s'étendre, le quartier se développe dans les parties plus au sud du Leopoldskroner Moor, qui devient le nouveau centre de l'église Saint-Paul de Salzbourg. Le quartier au sud-ouest au-delà du Glan dans l'ancienne commune de Maxglan est connu sous le nom de "Maxglan-Riedenburg".

### Leopoldskroner Weiher
Le paysage est principalement caractérisé par l'ancienne résidence d'été du prince archevêque Leopold Anton von Firmian et de ses successeurs. L'ensemble du château comprend non seulement le parc du château, agrandi par Max Reinhardt, mais aussi le Leopoldskroner Weiher, qui appartient à la ville et est accessible. Une partie du jardin périphérique du palais comprend également la partie de la Leopoldskroner Straße située à proximité du château, qui est la plus ancienne avenue des châtaigniers du Land de Salzbourg. La statue de Jean Népomucène en marbre d'Untersberg, que Firmian avait fait ériger à l'extrémité sud de l'étang, est remarquable.
L'espace paysager comprend également l'étang Saint-Pierre et l'étang de la Villa Berta (étangs anciens qui peuvent avoir été créés à partir d'étangs de tourbe) ainsi que l'espace vert autour de l'ancienne maison (appelée à tort "maison du bourreau").
Les étangs de Saint-Pierre et ses environs sont actuellement utilisés comme zoo privé. On y observe notamment de nombreuses espèces d’oiseaux aquatiques. Les étangs sont accessibles depuis les bords et enrichissent l'espace de loisirs local pour les habitants de Salzbourg.